# Emerald Point
Der Emerald Point (polnisch Przylądek Szmaragdowy ‚Smaragdkap‘) ist eine aufragende Landspitze von King George Island in den Südlichen Shetlandinseln. Sie liegt am Ufer der Cardozo Cove, eines der beiden Seitenarme des Ezcurra-Fjords.
Polnische Wissenschaftler benannten sie 1980 in Anlehnung an die Benennung der benachbarten Emerald-Eisfälle.